# Caprinulidae
De Caprinulidae zijn een familie van uitgestorven tweekleppigen uit de orde Hippuritida.